# Ditte-Karina Nielsen
Ditte-Karina Nielsen (født 11. november 1970) er en dansk skuespiller og cand.scient.  
Nielsen er uddannet fra Skuespillerskolen ved Odense Teater i 1997og I 2018 dimitterede hun fra Københavns Universitet

## Udvalgt filmografi
- Ondt blod (1996)
- Motello (1998)
- At klappe med een hånd (2001)
- Hvem du end er (2004)

### Tv-serier
- Album (2008)